# Bisbat de Nicosia
El bisbat de Nicosia (italià: diocesi di Nicosia; llatí: Dioecesis Nicosiensis o Herbitensis) és una seu de l'Església catòlica, sufragània de l'arquebisbat de Messina-Lipari-Santa Lucia del Mela, que pertany a la regió eclesiàstica Sicília. El 2004 tenia 81.250 batejats d'un total de 81.500 habitants. Actualment està regida pel bisbe Salvatore Muratore.

## Territori
La diòcesi, situada a la Sicília central, comprèn 12 dels 20 municipis de la província d'Enna: Agira, Assoro (amb la part de San Giorgio), Catenanuova, Centuripe, Cerami, Gagliano Castelferrato, Leonforte, Nicosia (amb la part de Villadoro), Nissoria, Regalbuto, Sperlinga i Troina.
La seu episcopal és la ciutat de Nicosia, on es troba la catedral de Sant Nicolau de Bari.
El territori està dividit en 40 parròquies.

## Història
La diòcesi va ser erigida pel Papa Pius VII amb la butlla Superaddita diei del 17 de març de 1816, amb territori desmembrat de l'arxidiòcesi de Messina (avui arxidiòcesi de Messina-Lipari-Sant Lucia del Mela), de la que es va convertir en sufragània. El nou districte era part del pla d'expansió de les diòcesis a Sicília, implementat per "enviar a les diferents regions bisbes i pastors savis, que, ferms com parets de la casa del Senyor, en una varietat de tal doctrina oposin els increïbles dons de la nostra fe."
Mons Agustí Felice Addeo, bisbe de Nicòsia, presentant als sacerdots diocesans al nou Codi de Dret Canònic, al centenari del bisbat, va escriure: "El rei Ferran I volia que, aquest poble que li és subjecte i devot, sigui ben instruït i fortificat en la creença en Déu, a Ell m'inclino a estimar-lo i servir-lo en l'observança de la legislació i la pràctica dels seus sagraments. Per tant, apel·lo al Papa Pius VII oracions per augmentar el nombre de bisbats a Sicília. I així, per desig del rei i la voluntat del Pontífex, va sorgir la nova diòcesi, que va erigir l'episcopat de la ciutat, i un centenar d'anys de benedicció va passar sobre aquest poble, que ha sabut triar a Déu pel seu Senyor".
El 25 de maig de 1844 va cedir Marianopoli i Resuttano en benefici de l'erecció de la diòcesi de Caltanissetta.

## Cronologia episcopal
- Gaetano Maria Avarna † (26 de juny de 1818 - 1841 mort)
- Rosario Vincenzo Benza † (25 de juliol de 1844 - 1847 mort)
- Camillo Milana † (17 de febrer de 1851 - 6 de setembre de 1858 mort)
- Melchiorre Lo Piccolo † (23 de desembre de 1858 - 8 de maig de 1881 mort)
- Bernardo Cozzucli † (18 de novembre de 1881 - 3 de novembre de 1902 mort)
- Ferdinando Fiandaca † (22 de juny de 1903 - 10 d'abril de 1912 nomenat bisbe de Patti)
- Agostino Felice Addeo, O.S.A. † (15 de maig de 1913 - 1 de juliol de 1942 dimití)
- Pio Giardina † (8 d'agost de 1942 - 18 de febrer de 1953 mort)
- Clemente Gaddi † (24 de juny de 1953 - 21 de juliol de 1962 nomenat arquebisbe coadjutor de Siracusa)
- Costantino Trapani, O.F.M. † (4 d'octubre de 1962 - 29 d'octubre de 1976 nomenat bisbe de Mazara del Vallo)
- Salvatore Di Salvo † (20 de desembre de 1976 - 9 d'abril de 1984 dimití)
- Pio Vittorio Vigo (7 de març de 1985 - 24 de maig de 1997 nomenat arquebisbe de Monreale)
- Salvatore Pappalardo (5 de febrer de 1998 - 12 de setembre de 2008 nomenat arquebisbe de Siracusa)
- Salvatore Muratore, des del 22 de gener de 2009

## Sants

### Sant Patró
- Sant Nicolau de Bari (patró de la diòcesi i titular de l'església catedral)

### Sants originaris de la diòcesi
- San Filippo d'Agira
- San Silvestro da Troina
- San Felice da Nicosia
- San Luca Casali da Nicosia

## Estadístiques
A finals del 2004, la diòcesi tenia 81.250 batejats sobre una població de 81.500 persones, equivalent al 99,7% del total.
| any  | població | població | població | sacerdots | sacerdots       | sacerdots       | sacerdots             | diaques | religiosos | religiosos | parroquies |
| ---- | -------- | -------- | -------- | --------- | --------------- | --------------- | --------------------- | ------- | ---------- | ---------- | ---------- |
| any  | batejats | total    | %        | total     | clergat secular | clergat regular | batejats por sacerdot | diaques | homes      | dones      |            |
| 1950 | 117.600  | 120.000  | 98,0     | 117       | 104             | 13              | 1.005                 |         | 20         | 110        | 30         |
| 1969 | 97.056   | 97.295   | 99,8     | 94        | 86              | 8               | 1.032                 |         | 11         | 134        | 35         |
| 1980 | 107.300  | 107.900  | 99,4     | 89        | 81              | 8               | 1.205                 |         | 10         | 106        | 40         |
| 1990 | 85.000   | 88.000   | 96,6     | 76        | 70              | 6               | 1.118                 |         | 12         | 109        | 41         |
| 1999 | 83.500   | 84.135   | 99,2     | 65        | 60              | 5               | 1.284                 |         | 18         | 85         | 41         |
| 2000 | 83.200   | 83.635   | 99,5     | 67        | 64              | 3               | 1.241                 |         | 15         | 81         | 41         |
| 2001 | 83.675   | 84.128   | 99,5     | 69        | 65              | 4               | 1.212                 |         | 10         | 71         | 40         |
| 2002 | 81.650   | 82.270   | 99,2     | 70        | 66              | 4               | 1.166                 |         | 9          | 67         | 40         |
| 2003 | 81.300   | 81.612   | 99,6     | 65        | 61              | 4               | 1.250                 |         | 9          | 52         | 40         |
| 2004 | 81.250   | 81.500   | 99,7     | 66        | 62              | 4               | 1.231                 |         | 12         | 61         | 40         |